# Урасуты
Урасуты, урсуты, уруснуты (монг. урсууд, оросууд, орос) — средневековое монгольское племя, вошедшее в состав империи Чингисхана в начале XIII века. В письменных источниках урасуты упоминаются в составе лесных племён (хойин-иргэн), проживавших на севере Монгольской империи.

## Этноним
В «Сборнике летописей» этноним отражён в форме урасут, в «Сокровенном сказании монголов» — в форме урсут. Другие формы этнонима: уруснут, урусунут, роснут, руснут, уруснарт, урусурнат, ороснут, урусунт, урусут, орсууд, урдуут, урдут, ордут, убсус. Племенное название урсут в «Алтан Тобчи» заменено словом убсус, произведённым от названия озера Убса и обозначавшим народ, обитавший около этого озера. В «Юань ши» этноним передан в транскрипции у-эр-су.
По мнению Д. С. Дугарова, все вариации являются искажениями исходного этнонима уруснут, в котором легко выделяется монгольско-бурятский суффикс множественного числа -нууд, который может функционировать без «н» как -ууд. С таким суффиксом этноним встречается в «Сокровенном сказании монголов». Основа этнонима, согласно Д. С. Дугарову, восходит к древнетюркскому ürün — светлый, основу которого составляет ur/ür, возводимая к дотюркскому Ө:р/Ө:r.
Согласно Ф. Кливзу, имя урсут возникло от названия р. Урс. По предположению Б. Р. Зориктуева, Урс — это нынешняя р. Урсул, которая протекает по территории Горного Алтая и слева впадает в Катунь.

## История

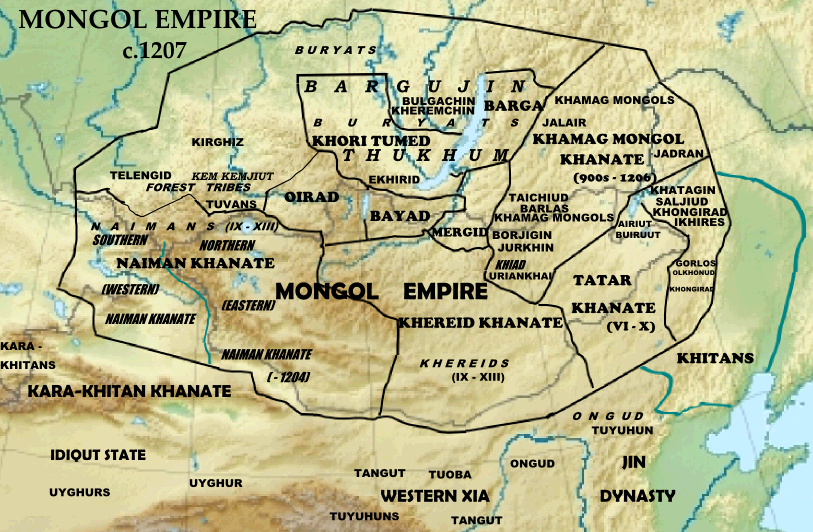
Монгольская империя в 1207 г.

Согласно сведениям из «Сборника летописей», урасуты представляли собой одно из племён, «которых в настоящее время называют монголами». Урасуты проживали по соседству с такими племенами как теленгут и куштеми.
Местопребыванием этих племён, по-видимому, были пространства между верховьями pp. Оби и Енисея. На карте «Старой Сибири», приложенной к «Сибирской Истории» И. Е. Фишера, теленгуты показаны обитающими по верховьям Оби и её правому притоку Томь. Согласно Б. З. Нанзатову, эти племена проживали на Алтае. К. Д’Оссон локализует теленгутов и урасутов на территории к западу от оз. Байкал. Племя убсус (урсут), по другой версии, обитало около озера Убсу-Нур.
В «Сокровенном сказании монголов» племена теленгут, урасут и куштеми отражены под именами теленгут (тенлек), урсут и кесдиин. Теленгуты известны в составе калмыков. В составе бурят известны под именем долонгут. В современной Монголии этноним распространён в форме теленгэд (тэлэнгэд). Названия куштеми и кесдиин отождествляют с термином кыштым, собирательным названием мелких сибирских племён, находившихся в даннической зависимости от более сильных соседей.
Согласно Рашид ад-Дину, «они хорошо знают монгольские лекарства и хорошо лечат монгольскими [способами]. Их также называют лесным племенем, потому что они обитают по лесам». «У этих племен [урасут, теленгут и куштеми] страна была расположена по ту сторону киргизов, [на расстоянии] около одного месяца пути». «После того как киргизы выразили покорность, а [потом] восстали, Чингиз-хан послал к этим вышеупомянутым племенам своего сына Джочи-хана. Он прошел по льду через Селенгу и другие реки, которые замерзли, и захватил [область] киргизов». «Во время [этого] похода и возвращения он также захватил и те племена».
Согласно «Сокровенному сказанию монголов», лесные племена выразили покорность Джучи в 1207 году (в год Зайца). Высоко оценив заслуги Джучи, Чингисхан обратился к нему со словами: «Ты старший из моих сыновей. Не успел выйти из дому, как в добром здравии благополучно воротился, покорив без потерь людьми и лошадьми Лесные народы. Жалую их тебе в подданство».
По данным Ф. Кливза, известно, что имя урсут возникло от названия р. Урс. Следуя своим древним традициям, урсуты каждый год, в первой декаде шестого месяца, отправлялись на священную для них реку для принесения жертвы её божеству белыми лошадьми, рогатым скотом и овцами, сопровождая ритуал брызганьем молоком кобылиц. О местонахождении р. Урс точных сведений не имеется. По предположению Б. Р. Зориктуева, Урс — это нынешняя р. Урсул, которая протекает по территории Горного Алтая и слева впадает в Катунь.

## Урасуты и хонгодоры

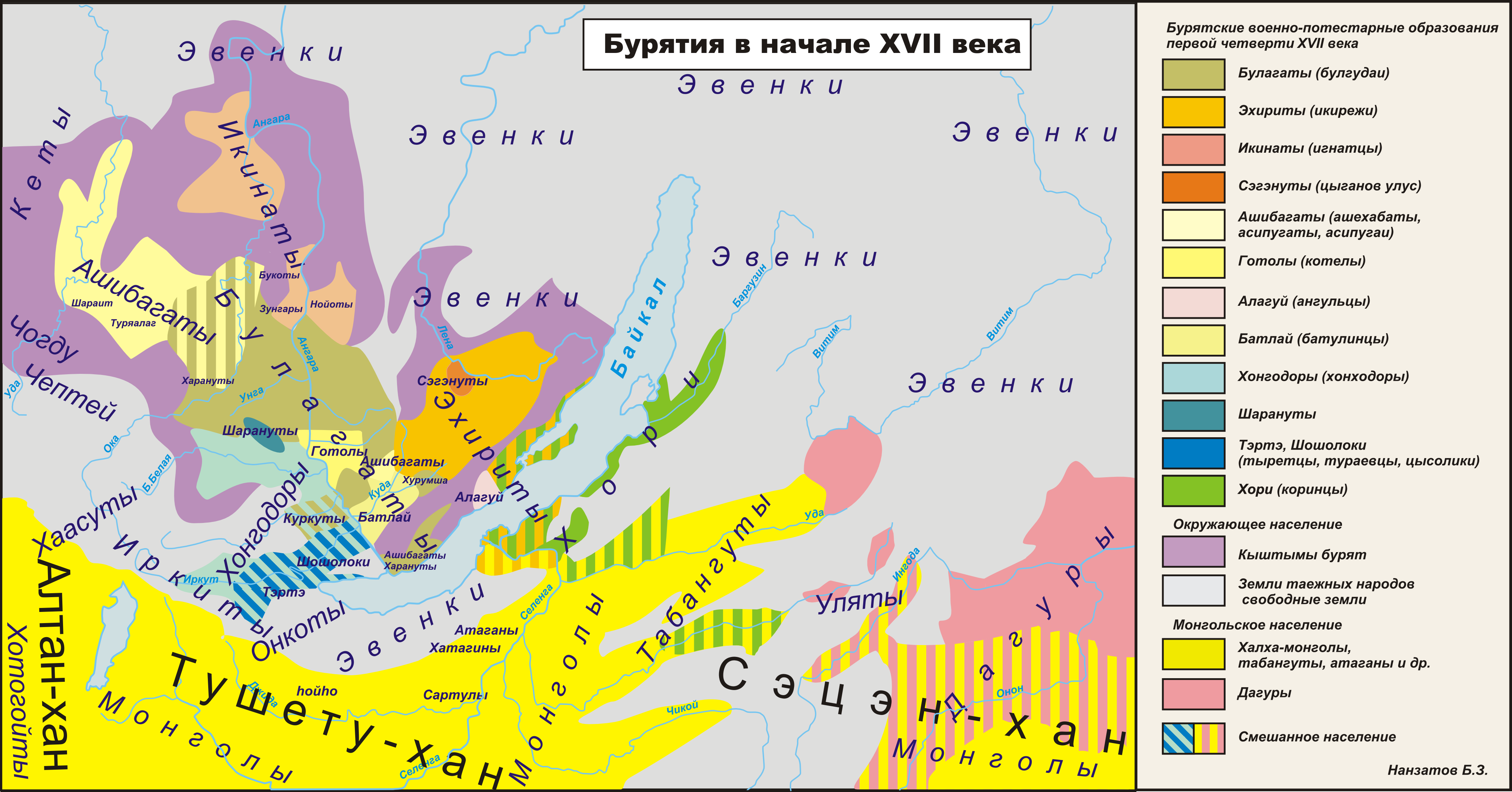
Этнические группы бурят в начале XVII века

Среди исследователей распространено мнение, согласно которому возможно отождествление урасутов (урсутов) с хонгодорами или же с хонгодорским родом саган (сагаан).
Д. С. Дугаров, используя материалы Б. О. Долгих и опираясь на предложенную гипотезу Д’Оссона, предположил, что находящаяся в составе бурят племенная общность хонгодор является теми самыми урсутами, которых покорял Джучи. «Урасуты, — утверждает он, — обитали на той же территории, на которой в XVII в. встретили хонгодоров русские и на которой они живут и сегодня». Мнение Д. С. Дугарова поддержал Д. Д. Нимаев, который отметил, что можно считать доказанной гипотезу, что урсуты были постоянными жителями Предбайкалья и одними из вероятных предков современных хонгодоров.
Согласно Д. С. Дугарову, хонгодоры, т. е. урсуты, были уведены войсками Чингисхана из Предбайкалья в Северо-Западную Монголию, откуда они потом вернулись обратно на западную сторону Байкала, где стали называться хонгодорами. При этом согласно Б. Р. Зориктуеву, передвижение хонгодоров если и было, то только в одном направлении: из Прихубсугулья в Предбайкалье. По его мнению, говорить о том, что весь хонгодорский этнос представляет собой бывших урсутов, имеющийся материал оснований не даёт.
Согласно сведениям Б. О. Долгих, роснутами, руснутами (уруснутами), урусурнатами назывались хонгодоры. Название хонгодоры употреблялось главным образом в Иркутском уезде, а название роснуты — в Енисейском (в Балаганске). Поскольку в источниках, как писал Б. О. Долгих, наименования отдельных хонгодорских родов иногда подменяют общеплеменное название, можно предположить, что хонгодоры по названию рода урсут именовались уруснутами.
Предположительно, урсутский род в составе хонгодоров по содержанию своего этнонима («белый») стал называться саганским. Предположение Д. С. Дугарова удачно корреспондирует с тем, что в традиции хонгодоров маркирует белый цвет — сагаан. Например, в генеалогических преданиях фигурируют сагаан хонгоодоры, для кудинцев хонгодоры — сагаан монголнууд («белые монголы»); сагаан — один из крупных хонгодоровских родов в составе тункинских, окинских и закаменских хонгодоров (его ответвлениями являются весьма многочисленные роды шуртху, муртэн, моотонго, мурта-моотонго, шуранхан). Один из древних хонгодоровских родов тайбжан («тойбин род») также именовался сагановским.
Д. С. Дугаров полагает, что урсут, саган и тайбжан (тойбин) «являются разными названиями одного и того же хонгодорского рода». При этом согласно Б. Р. Зориктуеву, роды тайбжан и саган представляют собой два отдельных рода, названия которых невозможно считать тождественными.
Урасуты обитали на той же территории, на котором в XVII веке встретили хонгодоров русские. Как пишет Б. Р. Зориктуев, учтя сообщение русских документов XVII века, можно допустить, что вместе с хонгодорами на север ушла часть енисейских урсутов. Долгое совместное проживание с хонгодорами вблизи Байкала могло привести к тому, что урсуты инкорпорировались в их состав в качестве рода.
Б. З. Нанзатов, в свою очередь, писал о возможной связи саганов, расселённых по Иркуту и Китою со средневековым племенем татар, в составе которых имелся род чаган-татар. Согласно В. В. Ушницкому, урсутами называли именно представителей татарского племени, бежавших от Чингисхана в Приангарье. Так в «Истории Тартар» Ц. де Бридиа в переводе А. Г. Юрченко имеются следующие сведения: «Прямо на север — да-та [они племя урсутов] и меркиты, прямо на юг — сихи». При этом В. В. Ушницкий согласен с мнением, что предками хонгодоров выступают уруснуты.

## Современность
Как пишет Б. Р. Зориктуев, урсуты в Монголии сохранились до наших дней практически на той же территории, на которой жили ранее: на северо-западной стороне оз. Хубсугул, по долине р. Шарга. Они говорят, что пришли сюда с верховья Енисея.
Потомками урасутов (урсутов) считаются современные саганы. Саган (сагаан) — один из крупных хонгодоровских родов в составе тункинских, окинских и закаменских бурят (его ответвлениями являются весьма многочисленные роды шуртху, муртэн, моотонго, мурта-моотонго, шуранхан). Один из древних хонгодоровских родов тайбжан («тойбин род») также именовался сагановским. У старожилов сохранилось воспоминание, что в прошлом род саган также был в составе аларских хонгодоров.
Б. З. Нанзатов, в свою очередь, писал о возможной связи саганов, расселённых по Иркуту и Китою со средневековым племенем татар, в составе которых имелся род чаган-татар. Согласно В. В. Ушницкому, урсутами называли именно представителей татарского племени, бежавших от Чингисхана в Приангарье.
В. В. Ушницкий отождествляет хакасский сеок урдут (ордут) с урсутами. При этом В. Я. Бутанаев считает урдутов потомками удуит-меркитов.
В современной Монголии проживают носители следующих родовых имён:
- Орос — в Улан-Баторе и аймаках: Хувсгел, Говь-Алтай, Баянхонгор, Уверхангай, Орхон и др.[28];
- Оросынхон — в Улан-Баторе и аймаках: Хувсгел, Говь-Алтай, Дархан-Уул и др.[29];
- Оросууд — в Улан-Баторе и аймаках: Хувсгел, Дархан-Уул, Говь-Алтай и др.[30];
- Орсууд — в Улан-Баторе и аймаке Хувсгел[31]
- Орусууд — в Улан-Баторе[32];
- Ород — в Улан-Баторе[33];
- Өрөсүүд — в аймаке Булган[34];
- Урдууд — в аймаке Хувсгел[35];
- Өрөд — в Улан-Баторе и аймаке Уверхангай[36];
- Орос Монгол — в аймаке Сэлэнгэ[37];
- Оросынх — в аймаке Хувсгел[38].